# Tokyo Police Club
Tokyo Police Club je kanadská indie rocková skupina. Mezi její členy patří Dave Monks (basová kytara,zpěv), Graham Wright (klávesy), Josh Hook (kytara), Greg Alsop (bicí).
Skupina vznikla v roce 2005. V roce 2006 kapela vydala své debutové EP, A Lesson in Crime. Natož další rok vydali Smith EP.Během 20. července 2007 na show v Nebrasce kapela oznámila, že podepsala dohodu s Saddle Creek Records aby mohli vydat své debutové album, které vyšlo 22. dubna 2008 po názvem Elephant Shell. Nejaktuálnějším a zároveň druhým albem je Champ, které vyšlo 8. června 2010.